# 季发元
季发元（1937年—），男，湖北应城人，中国举重运动员、教练员，运动健将。曾获得体育运动荣誉奖章。